# Паредес, Габриэль
Габриэль Паредес (исп. Gabriel Paredes; род. 12 декабря 2003, Мар-дель-Плата, Буэнос-Айрес) — аргентинский футболист, защитник клуба «Альдосиви».

## Клубная карьера
Паредес — воспитанник клуба «Альдосиви». 22 октября 2022 года в матче против «Сан-Лоренсо» он дебютировал в аргентинской Примере. По итогам сезона клуб вылетел из элиты, но игрок остался в команде.